# 7 Brygada Artylerii Haubic

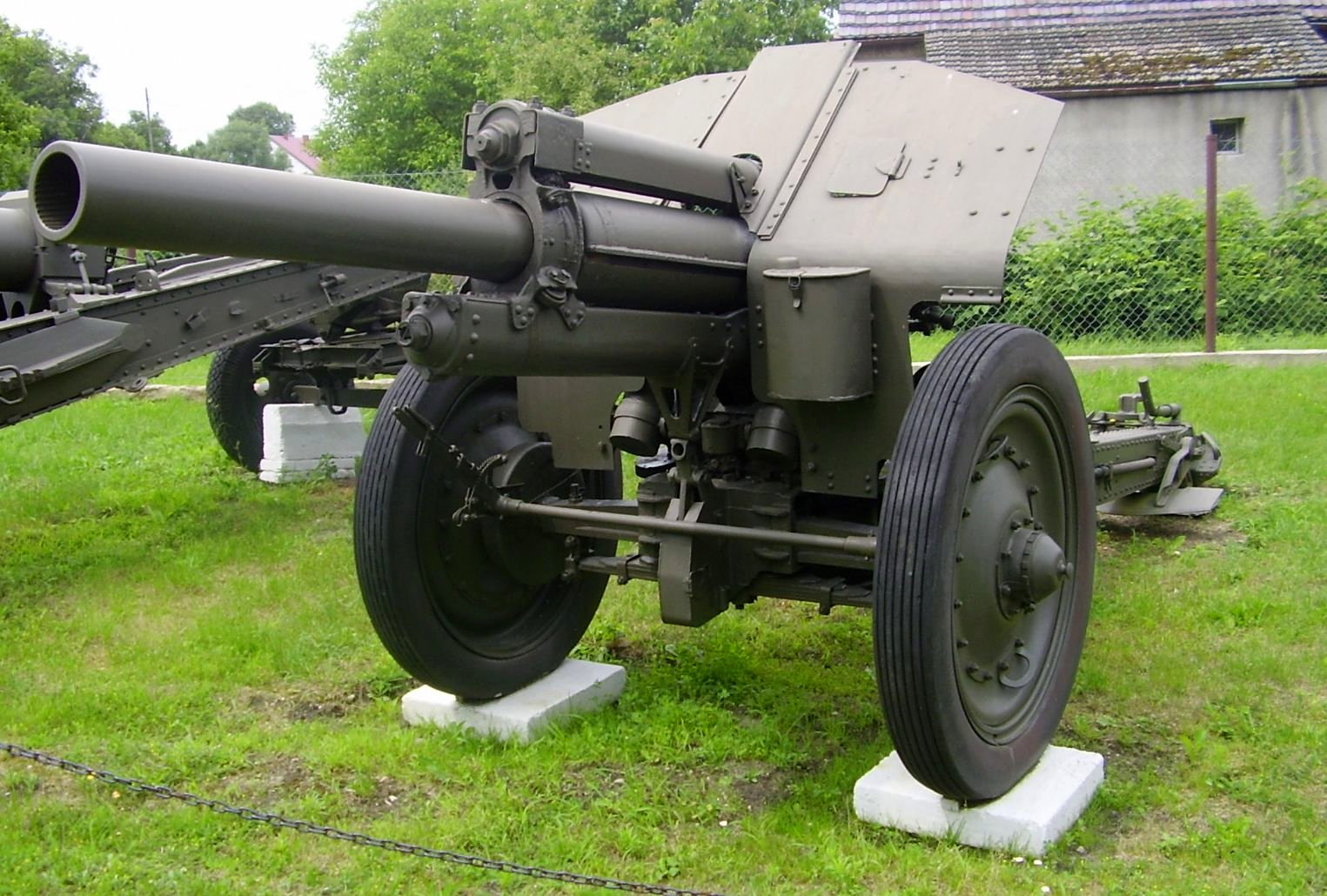
122 mm haubica wz. 1938 (M-30)

7 Brygada Artylerii Haubic – związek taktyczny artylerii polskiej ludowego Wojska Polskiego.
Sformowana w rejonie Adampola (okolice Włodawy) na podstawie rozkazu Naczelnego Dowództwa Wojska Polskiego nr 8 z 20 sierpnia 1944. Przysięgę żołnierze brygady złożyli w grudniu 1944 w Adampolu.

## Struktura organizacyjna
Dowództwo i sztab
- 44 pułk artylerii haubic
- 47 pułk artylerii haubic
- 50 pułk artylerii haubic

Stan etatowy:
żołnierzy – 2036 (oficerów – 237, podoficerów - 572, szeregowców – 1227)

## Podstawowe uzbrojenie brygady
- 122 mm haubice – 60
- rusznice przeciwpancerne – 60
- karabiny maszynowe – 30
- samochody – 240

## Działania bojowe
Brygada wchodziła w skład 2 Łużyckiej Dywizji Artylerii.
W marcu 1945 wspierała sowiecką piechotę w natarciu pod Drawnem, a następnie 47 Armię w likwidacji niemieckiego przyczółka pod Gryfinem i Dąbiem.
W kwietniu powróciła do macierzystej dywizji i wspólnie z 8 DP i 1 Korpusem Pancernym forsowała Nysę Łużycką.
Brała udział w bojach o Niesky i w walkach obronnych 8 i 9 DP na rubieży: Zischelmühle, Sproitz, Quitzdorf, Ober Horka. Uczestniczyła w ciężkich walkach pod: Welka, Lubachau i Quatitz.
W operacji praskiej wspierała natarcie 5 DP i dotarła do Łaby pod Bad Schandau.
11 maja 1945 zakończyła szlak bojowy.
|  |  |  |  |  |

## Dowództwo brygady
Obsada dowództwa w czasie wojny:
- dowódca brygady – ppłk Jan Krusznarewicz
- zastępca do spraw polityczno-wychowawczych – por. Wilhelm Szechner
- szef sztabu brygady:

mjr Teodor Kulikow
ppłk Sergiusz Towpeko